# 안토니오 블랑코
안토니오 레오카디오 구스만 블랑코(스페인어: Antonio Leocadio Guzmán Blanco, 1829년 2월 28일 ~ 1899년 7월 28일)는 베네수엘라의 23·24·26·27·28·30대 대통령으로, 1870년부터 1877년까지, 1879년부터 1884년까지, 1886년부터 1887년까지 베네수엘라를 독재적으로 지배했다.
기자이자 시인이었던 안토니오 레오카디오 구스만의 아들로써 카라카스에서 태어났다. 훌리안 카스트로 콘트레라스에 의해 강제 추방되었지만 구스만 블랑코는 여러 가지 조약을 거쳤고, 마침내 대통령이 되었다. 대통령이 된 블랑코는 자국의 국가를 부활시키고, 경제를 향상시키는 등 근대화에 기여했다. 그의 재임 기간 동안에 주력 농산물이었던 커피의 가격이 상승하는 등 경제가 활성화되었고 외국과 무역의 진흥 그리고 국민 교육과 계몽 사상 보급에서 뛰어난 업적을 남겼다. 특히 로마 가톨릭교회 성직자를 추방하고 가톨릭교회 재산을 몰수하기도 했다.

## 같이 보기
- 베네수엘라의 대통령 목록
- 프리메이슨 목록 (A–D)